# Подвербцы
Подвербцы (укр. Підвербці) — село в Олешанской сельской общине Ивано-Франковского района Ивано-Франковской области Украины.
Население по переписи 2001 года составляло 755 человек. Занимает площадь 10,316 км². Почтовый индекс — 78046. Телефонный код — 03479.

## История
Летом 1941 года немецкими солдатами и украинскими полицаями были убиты четверо евреев (мать и трое детей единственные евреи в селе), а также около 8 человек что были в советской администрации.
Село принадлежало к сельскому совету Живачев

## Религия
Первый храм известен в источниках построен 1770 г. Парафия входила в состав Кулакивского деканата (1832-1842) и до Жуковского деканата (1843-1885)
С 1946 года после ликвидации УГКЦ в селе появилось движение православных, сейчас в деревне приходским священником является о. Михаил Смущак

## Известные люди
- Ткачук, Григорий Иванович (1918-1989) — Дважды Герой Социалистического Труда, партизан во время ВОВ
- Пенык Иван (1955-2018) — советский и украинский художник, портретист

## Памятки
- В 2008 году открыта мемориальная доска Ткачуку Григорию Ивановичу[3]
- Церковь Воскресения Исуса Христа (1770 г.)